# ГЕС-ГАЕС Телессіо
ГЕС-ГАЕС Телессіо (італ. Centrale idroelettrica di Telessio) — гідроелектростанція на північному заході Італії, в долині Валле-д'Орко біля кордону з Францією.
Для роботи електростанції використовують два водосховища у сточищі річки Орко (дренує центральну та східну частину Грайських Альп і через По належить до басейну Адріатичного моря):
- водосховище Телессіо (рівень поверхні 1917 метрів НРМ) у верхів'ї П'янтонетто (ліва притока Орко). Тут в 1955 році для роботи ГЕС Росоне звели бетонну арково-гравітаційну греблю висотою 80 метрів та довжиною 515 метрів[1], яка утримує 23 млн м3 води;
- водосховище Вальсоера (рівень поверхні 2412 метрів НРМ) у місці впадіння однойменної річки справа у Бальма (яка, своєю чергою, є лівою притокою Piantonetto). Ця водойма має об'єм 7,7 млн м3 та утримується завершеною в 1953 році арково-гравітаційною греблею висотою 45 метрів та довжиною 225 метрів[2].

Машинний зал, розташований на березі озера Телессіо, обладнаний однією турбіною типу Френсіс потужністю 39 МВт (у 2008 році її замінили на нову, виготовлену компанією Voith). Крім того, в 1968 році тут встановили насос потужністю 33,5 МВт, який надав станції можливість працювати в режимі гідроакумуляції. При напорі до 555 метрів ГЕС виробляє 40 млн кВт·год електроенергії на рік (у т. ч. 13 млн кВт·год за рахунок природного припливу).